# Nupserha basipilosa
Nupserha basipilosa là một loài bọ cánh cứng trong họ Cerambycidae.